# KSG Merseburg
Die K.S.G. Rb/VfL Merseburg, war eine nur kurzlebig-existente Kriegsspielgemeinschaft im Deutschen Reich, mit Sitz in der Stadt Merseburg, im heutigen Saalekreis in Sachsen-Anhalt.

## Geschichte

### VfL 1912 Merseburg
Der Verein wurde im Jahr 1912, namentlich als: V.f.B. Merseburg gegründet. Zur Saison 1916/17 war der Verein dann unter diesem Namen auch erstmals Teilnehmer der Gauliga Saale-Meisterschaft, unter Federführung des Verbands Mitteldeutscher Fußball-Vereine V.M.B.V. Dort konnte man sich jedoch sportlich nicht halten und stieg als Tabellen-Vorletzter (7. Rang), mit nur 8:20 Punkten, sofort wieder ab. Mit Beginn der Saison 1919/20, spielte der Verein dann wieder erstklassig. Nun allerdings unter einem neuen Namen: V.f.L. 1912 Merseburg.
Bis zur Machtergreifung der Nationalsozialisten gehörte der Verein der regionalen Erstklassigkeit an. Mit Beginn der Spielzeit 1933/34, wurde der Verein dann in die zweitklassige Bezirksklasse Halle-Merseburg eingegliedert. Mit 13:31 Punkten stieg man als 11. und damit Vorletzter in die 1. Kreisklasse ab. Als Sieger der Kreisklasse Saale qualifizierte sich der Verein dann nach der Saison 1935/36 für die Aufstiegsrunde zur Bezirksklasse und schloss diese als Erster ab. Somit stieg man wieder auf und etablierte für fünf Jahre unter diesem Namen im sicheren Mittelfeld der Tabelle.

### K.S.G. Rb/VfL Merseburg
Ab der Saison 1941/42 agierte man dann als Zusammenschluss von: VfL 1912 Merseburg und Reichsbahn SG Merseburg, als nun fusionierte K.S.G. = Kriegsspielgemeinschaft Rb/VfL Merseburg aufgrund des Startrechts des vormaligen V.f.L., weiterhin in der angestammten Spielklasse. Nach Erringen des Meistertitels in der Saison 1942/43, stieg die Mannschaft dann anschließend als Erstplatzierter der Aufstiegsrunde, in die Gauliga Mitte auf. In der ersten Saison konnte der Verein die Liga halten und rangierte am Ende mit guten 21:15 Punkten auf einem respektablen 4. Platz. Zur Saison 1944/45 wurden die Merseburger dann in den Bezirk Jahn eingegliedert. Bedingt durch das Fortschreiten des Zweiten Weltkriegs, wurde die Spielzeit aber verständlicherweise organisatorisch nicht beendet. Von ausgetragenen Spielen oder Platzierungen des Vereins gibt es leider keine Aufzeichnungen. Spätestens zum Ende des Krieges, wurde die K.S.G. Rb/VfL Merseburg aufgelöst. Beide Vorgänger-Vereine waren ja offiziell auch schon nicht mehr existent.